# レオン県 (スペイン)
レオン県（レオンけん、スペイン語:Provincia de León、レオン語:Provincia de Llión、ガリシア語:Provincia de León）は、スペインの県。カスティーリャ・イ・レオン州に属する。東と南は同州のパレンシア県、バリャドリッド県、サモーラ県に接し、北はアストゥリアス州とカンタブリア州、西はガリシア州のルーゴ県とオウレンセ県に接している。県都はかつてレオン王国の都が置かれたレオン。
人口の4分の1が県都のレオンに住む。10のコマルカ、211のムニシピオがあり、県都の次に人口の多い都市はポンフェラーダ、サン・アンドレス・デル・ラバネード（es）、アストルガである。
カスティーリャ語（スペイン語）のほかに、レオン語とガリシア語が使われている。
サンティアゴ・デ・コンポステーラの巡礼路のフランスの道が県内を東西に横切っており、また南北には同じくサンティアゴ巡礼路の一つでもあるビア・デ・ラ・プラータ（es、銀の道）が縦断している。また、世界遺産に登録された古代ローマの鉱山跡ラス・メドゥラスはポンフェラーダの近郊にある。

## 地理

### 人口
| レオン県の人口推移 1900－2010                           |
|                                                         |
| 出典:INE（スペイン国立統計局）1900年 - 1991年、1996年 - |

## 行政区画

### 主な自治体
| 順位 | 基礎自治体                         | 人口（2010年） |
| ---- | ---------------------------------- | -------------- |
| 1    | レオン                             | 134,012        |
| 2    | ポンフェラーダ                     | 68,767         |
| 3    | サン・アンドレス・デル・ラバネード | 31,306         |
| 4    | ビジャキランブレ                   | 17,631         |
| 5    | アストルガ                         | 12,015         |
| 6    | ラ・バニェサ                       | 11,050         |
| 7    | ビジャブリーノ                     | 10,553         |
| 8    | ベンビブレ                         | 10,097         |
| 9    | バルベルデ・デ・ラ・ビルヘン       | 6,581          |
| 10   | カカベーロス                       | 5,498          |

### 司法管轄区
県内は7つの司法管轄区に分けられる。
1. サアグン司法管轄区[5] - アルマンサ、ベルシアーノス・デル・レアル・カミーノ、エル・ブルゴ・ラネーロ、カルサーダ・デル・コト、カストロティエラ・デ・バルマドリガル、セア、セバニーコ、エスコーバル・デ・カンポス、ゴルダリーサ・デル・ピノ、グラハル・デ・カンポス、ホアリージャ・デ・ラス・マタス、サアグン、サンタ・クリスティーナ・デ・バルマドリガル、サンタ・マリーア・デル・モンテ・デ・セア、バジェシージョ、ビジャマルティン・デ・ドン・サンチョ、ビジャモル、ビジャモラティエル・デ・ラス・マタス、ビジャセラン、ビジャサンソ・デ・バルデラドゥエイ
2. レオン司法管轄区[6] - アルガデーフェ、アルドン、ロス・バリオス・デ・ルナ、ボニャール、カブレーロス・デル・リオ、カンパーサス、カンポ・デ・ビジャビデル、カルメネス、カロセーラ、カスティルファレー、チョーサス・デ・アバホ、シマーネス・デ・ラ・ベガ、シマーネス・デル・テハール、コルビージョス・デ・ロス・オテーロス、クアドロス、クビージャス・デ・ロス・オテーロス、クビージャス・デ・ルエーダ、フレスノ・デ・ラ・ベガ、フエンテス・デ・カルバハル、ガラーフェ・デ・トリーオ、ゴルドンシージョ、グラデーフェス、グセンドス・デ・ロス・オテーロス、イサグレ、レオン、マンシージャス・デ・ラス・ムーラス、マンシージャ・マジョール、マタデオン・デ・ロス・オテーロス、マタジャーナ・デ・トリーオ、マタンサ、ラス・オマーニャス、オンソニージャ、パハーレス・デ・ロス・オテーロス、ラ・ポラ・デ・ゴルドン、リエージョ、リオセコ・デ・タピア、ラ・ロブラ、サン・アンドレス・デル・ラバネード、サン・ミジャン・デ・ロス・カバジェーロス、サンタ・コロンバ・デ・クルエーニョ、サンタ・マリーア・デ・オルダス、サンタス・マルタス、サントベニア・デ・ラ・バルドンシーナ、サリエーゴス、セナ・デ・ルナ、ソト・イ・アミーオ、トラル・デ・ロス・グスマーネス、バルデフレスノ、バルデルゲーロス、バルデモーラ、バルデピエラゴ、バルデポーロ、バルデーラス、バルデサマリオ、バレンシア・デ・ドン・フアン、バルベルデ・デ・ラ・ビルヘン、バルベルデ＝エンリーケ、ラ・ベシージャ、ベガ・デ・インファンソーネス、ベガセルベーラ、ベガケマーダ、ベガス・デル・コンダード、ビジャブラス、ビジャダンゴス・デル・パラモ、ビジャデモール・デ・ラ・ベガ、ビジャマニャン、ビジャマンドス、ビジャマニン、ビジャヌエバ・デ・ラス・マンサーナス、ビジャオルナーテ・イ・カストロ、ビジャケヒーダ、ビジャキランブレ、ビジャサバリエーゴ、ビジャトゥリエル
3. ラ・バニェサ司法管轄区[7] - アリーハ・デル・インファンタード、ラ・アンティグア、ラ・バニェサ、ベルシアーノス・デル・パラモ、カストリージョ・デ・ラ・バルドゥエルナ、カストロカルボン、カストロコントリーゴ、セブローネス・デル・リオ、デストリアーナ、ラグーナ・ダルガ、ラグーナ・デ・ネグリージョス、パラシオス・デ・ラ・バルドゥエルナ、ポブラドゥーラ・デ・ペラージョ・ガルシーア、ポスエーロ・デル・パラモ、キンターナ・デル・マルコ、キンターナ・イ・コンゴスト、レゲーラス・デ・アリーバ、リエゴ・デ・ラ・ベガ、ロペルエーロス・デル・パラモ、サン・アドリアン・デル・バジェ、サン・クリストーバル・デ・ラ・ポランテーラ、サン・エステバン・デ・ノガーレス、サン・ペドロ・ベルシアーノス、サンタ・エレーナ・デ・ハムス、サンタ・マリーア・デ・ラ・イスラ、サンタ・マリア・デル・パラモ、ソソト・デ・ラ・ベガ、ウルディアーレス・デル・パラモ、バルデフエンテス・デル・パラモ、バルデビンブレ、ビジャモンタン・デ・ラ・バルドゥエルナ、ビジャサーラ、ソーテス・デル・パラモ
4. ポンフェラーダ司法管轄区[8] - アルガンサ、バルボーア、バルハス、ベンビブレ、ベヌーサ、ベルランガ・デル・ビエルソ、ボレーネス、カバーニャス・ラーラス、カカベーロス、カンポナラージャ、カンディン、カラセデーロ、カルセード、カストロポダーメ、コンゴスト、コルジョン、クビージョス・デル・シル、ファベーロ、フォルゴーソ・デ・ラ・リベーラ、イグエーニャ、モリーナセカ、ノセーダ、オエンシア、パラモ・デル・シル、ペランサーネス、ポンフェラーダ、プリアランサ・デル・ビエルソ、プエンテ・デ・ドミンゴ・フローレス、サンセード、ソブラード、トレーノ、トーレ・デル・ビエルソ、トラバデーロ、ベガ・デ・エスピナレーダ、ベガ・デ・バルカルセ、ビジャデカーネス、ビジャフランカ・デル・ビエルソ
5. アストルガ司法管轄区[9] - アストルガ、ベナビーデス、ブラスエーロ、ブスティージョ・デル・パラモ、カリーソ、カストリージョ・デ・カブレーラ、エンシネード、オスピタル・デ・オルビゴ、ジャーマス・デ・ラ・リベーラ、ルシージョ、ルジェーゴ、マガス・デ・セペーダ、キンターナ・デル・カスティージョ、サン・フスト・デ・ラ・ベガ、サンタ・コロンバ・デ・ソモーサ、サンタ・マリーナ・デル・レイ、サンティアゴ・ミージャス、トルーチャス、トゥルシア、バル・デ・サン・ロレンソ、バルデレイ、ビジャガトン、ビジャメヒル、ビジャオビスポ・デ・オテーロ、ビジャレッホ・デ・オルビゴ、ビジャーレス・デ・オルビゴ
6. システルナ司法管轄区[10] - アセベード、ボカ・デ・ウエルガノ、ブロン、システルナ、クレメネス、ラ・エルシーナ、マラーニャ、オセーハ・デ・セハンブレ、ポサーダ・デ・バルデオン、プラード・デ・ラ・グスペーニャ、プリオーロ、プエブラ・デ・リージョ、レジェーロ、リアーニョ、サベーロ、バルデルエーダ
7. ビジャブリーノ司法管轄区[11] - カブリジャーネス、ムリアス・デ・パレーデス、パラシオス・デル・シル、サン・エミリアーノ、ビジャブリーノ

## スポーツ
- クルトゥラル・レオネサ - サッカークラブ。1955-56シーズンにプリメーラ・ディビシオンを戦った県を代表するクラブ。
- SDポンフェラディーナ - サッカークラブ。
- CDアデマル・レオン - ハンドボールチーム。リーガASOBAL優勝経験のあるチーム。